# Govern de Catalunya 1999-2003
El govern de la Generalitat de Catalunya en el període 1999-2003, correspon a la VI legislatura del període democràtic.

## Cronologia
Després de les eleccions del 17 d'octubre de 1999 la candidatura encapçalada per Jordi Pujol de CIU obté una majoria relativa de 56 escons sobre els 52 del PSC-CpC de Pasqual Maragall.
El 16 de novembre es fa el debat d'investidura i Jordi Pujol surt reelegit per sisena vegada consecutiva com a President de la Generalitat de Catalunya amb 68 vots a favor (CIU i PP), 55 en contra (PSC i ICV) i 12 abstencions d'ERC.
Malgrat el suport del PP a la investidura, Pujol va governar en minoria amb acords parlamentaris puntuals.
A l'octubre de 2001, Pasqual Maragall va presentar una moció de censura contra el govern. Tot i no comptar amb prou suport, el líder de l'oposició va tirar endavant la iniciativa per desgastar al govern. Pujol va defugir fer la defensa i va ser Artur Mas com a Conseller en Cap qui va respondre a Pasqual Maragall.

### Canvis al govern
El darrer govern Pujol va tenir forces canvis:
- 03-02-2000. Xavier Trias deixa la conselleria de Presidència per presentar-se a les Eleccions generals espanyoles (2000).
- 03-04-2000. Es crea el Departament d'Universitats, Recerca i Societat de la Informació a partir del Comissionat d'Universitats, responent a la pressió del rectorat de les universitats a no dependre d'un Comissionat.
- 17-01-2001. Es recupera la figura del Conseller en Cap que no s'havia fet servir des de l'abolició de la Generalitat en 1714 (als governs de Macià va existir el Conseller Primer). Artur Mas ocupà el càrrec i es perfilava com el successor de Jordi Pujol. Es produeix una crisi en el si de la coalició (CIU), ja que UDC rebutjava el nomenament d'Artur Mas. Duran i Lleida amenaçà en deixar el govern tot i l'oferta d'una conselleria addicional que li va oferir el President Pujol.
- 05-02-2001. Duran Lleida, deixa el govern i és substituït per Núria de Gispert.
- 20-11-2001. Felip Puig passa a Política territorial i obres públiques.
- 04-11-2002. Es produeix la reforma més important de la legislatura. S'integren les conselleries de Justícia i Interior; i la de Treball amb Indústria, Comerç i Turisme. Canvia de denominació Benestar Social. Canvia els conseller de Sanitat. .

## Estructura de Govern
| President: Jordi Pujol i Soley (CDC / CIU) |

| Departament                                       | Titulars                                                                               | Titulars                                                                               | Titulars                                                         |
| ------------------------------------------------- | -------------------------------------------------------------------------------------- | -------------------------------------------------------------------------------------- | ---------------------------------------------------------------- |
| Departament                                       | 29 de novembre de 1999                                                                 | ajustos de govern                                                                      | 4 de Novembre de 2002                                            |
| Presidència                                       | Xavier Trias (CDC) (fins a 03-02-2000)                                                 | Joaquím Triadú (CDC) (entre 03-02-2000 i 17-01-2001)                                   |                                                                  |
| Presidència i Conseller en Cap                    | El 17-01-2001, es recupera el càrrec de Conseller en Cap                               | Artur Mas i Gavarró (CDC) (entre 17-01-2001 i fi legislatura)                          | Artur Mas i Gavarró (CDC) (entre 17-01-2001 i fi legislatura)    |
| Governació i Relacions Institucionals             | Josep Antoni Duran i Lleida (UDC) (fins a 05-02-2001)                                  | Núria de Gispert i Català (UDC) (entre 05-02-2001 i 04-11-2002)                        | Josep Maria Pelegrí (UDC)                                        |
| Justícia                                          | Núria de Gispert i Català (UDC) (fins a 05-02-2001)                                    | Josep-Delfí Guàrdia i Canela (entre 05-02-2001 i 04-11-2002)                           |                                                                  |
| Justícia i Interior                               | La remodelació de govern de 04-11-2002, unifica Justícia i Interior                    | La remodelació de govern de 04-11-2002, unifica Justícia i Interior                    | Núria de Gispert i Català (UDC)                                  |
| Interior                                          | Xavier Pomés i Abella (CDC) (fins a 04-11-2002)                                        | Xavier Pomés i Abella (CDC) (fins a 04-11-2002)                                        |                                                                  |
| Sanitat i Seguretat Social                        | Eduard Rius i Pey (CDC)                                                                | Eduard Rius i Pey (CDC)                                                                | Xavier Pomés i Abella (CDC)                                      |
| Economia i Finances                               | Artur Mas i Gavarró (CDC) (fins a 17-01-2001)                                          | Francesc Homs i Ferret (CDC) (entre 17-01-2001 i fi legislatura)                       | Francesc Homs i Ferret (CDC) (entre 17-01-2001 i fi legislatura) |
| Indústria, Comerç, Turisme                        | Antoni Subirà i Claus (CDC)                                                            | Antoni Subirà i Claus (CDC)                                                            |                                                                  |
| Treball, Indústria, Comerç, Turisme               | La remodelació de govern de 04-11-2002, unifica Treball amb Indústria, Comerç, Turisme | La remodelació de govern de 04-11-2002, unifica Treball amb Indústria, Comerç, Turisme | Antoni Fernández i Teixidó (CDC)                                 |
| Treball                                           | Lluís Franco i Sala (UDC)                                                              | Lluís Franco i Sala (UDC)                                                              |                                                                  |
| Ensenyament                                       | Carme Laura Gil i Miró (CDC)                                                           | Carme Laura Gil i Miró (CDC)                                                           | Carme Laura Gil i Miró (CDC)                                     |
| Universitats, Recerca i Societat de la Informació | Creada el 03-04-2000                                                                   | Andreu Mas-Colell (CDC)                                                                | Andreu Mas-Colell (CDC)                                          |
| Cultura                                           | Jordi Vilajoana i Rovira (CDC)                                                         | Jordi Vilajoana i Rovira (CDC)                                                         | Jordi Vilajoana i Rovira (CDC)                                   |
| Benestar Social Benestar i Família (4-11-02)      | Irene Rigau i Oliver (CDC)                                                             | Irene Rigau i Oliver (CDC)                                                             | Irene Rigau i Oliver (CDC)                                       |
| Política Territorial i Obres Públiques            | Pere Macias (CDC) (fins a 20-11-2001)                                                  | Felip Puig i Godes (CDC) (des de 20-11-2001)                                           | Felip Puig i Godes (CDC) (des de 20-11-2001)                     |
| Medi Ambient                                      | Felip Puig i Godes (CDC) (fins a 20-11-2001)                                           | Ramon Espadaler i Parcerisas (UDC) (des de 20-11-2001)                                 | Ramon Espadaler i Parcerisas (UDC) (des de 20-11-2001)           |
| Agricultura, Ramaderia i Pesca                    | Josep Grau i Seris (CDC)                                                               | Josep Grau i Seris (CDC)                                                               | Josep Grau i Seris (CDC)                                         |